# Коммуналка (фильм, 2000)
«Коммуналка» (исп. La comunidad, 2000) — чёрная комедия испанского кинорежиссёра Алекса де ла Иглесия с Кармен Маурой в главной роли.

## Сюжет

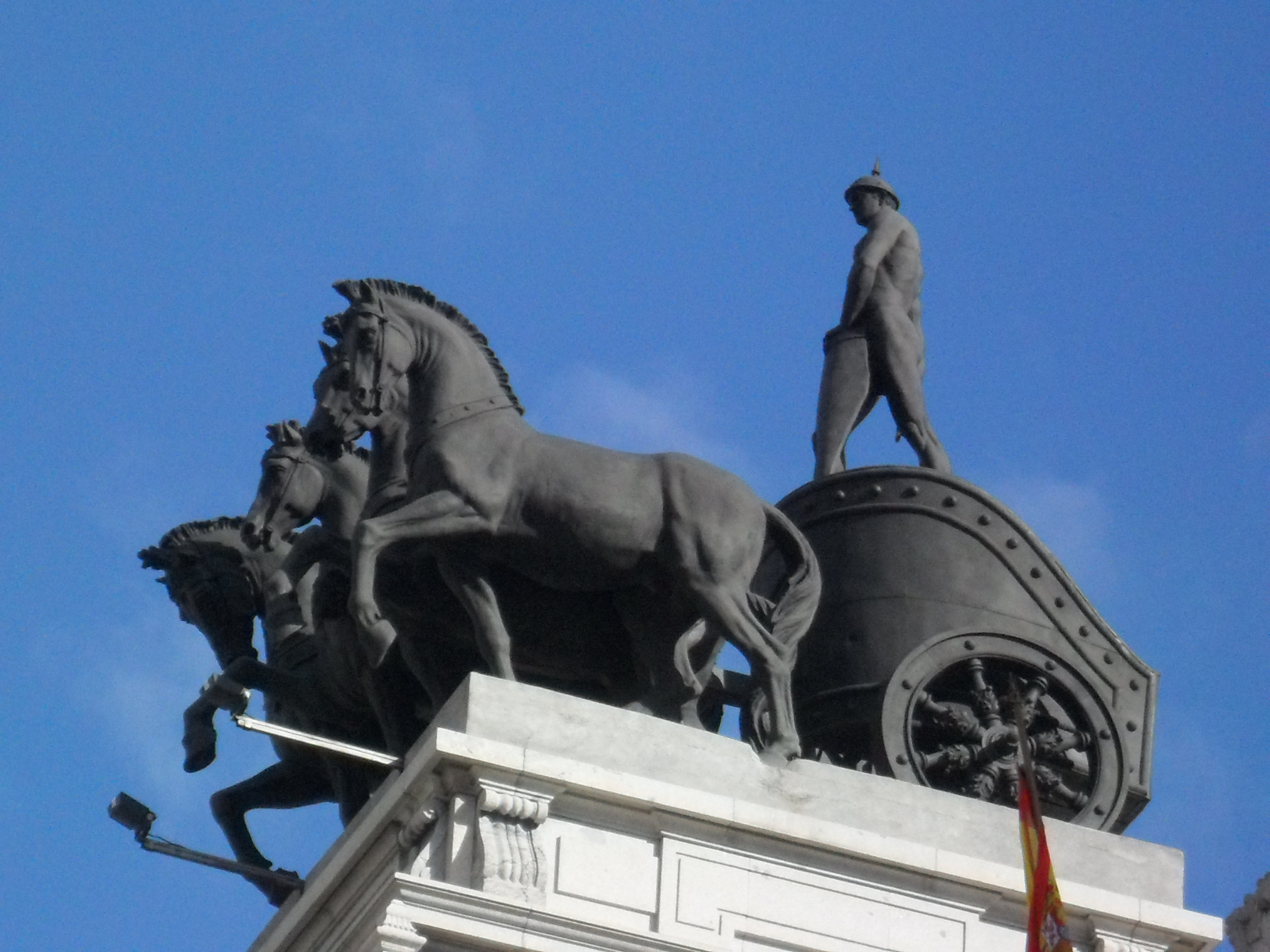
Финальная сцена фильма происходит на крыше здания Банка Бильбао

Джулия (Кармен Маура) — агент по продаже недвижимости, которой поручили продать квартиру в центре Мадрида. Женщина, однако, не торопится с продажей и проводит время в квартире сама.
Со временем она обращает внимание на странное поведение соседей. Оказывается, умерший некогда выиграл 300 миллионов песет на спортивном тотализаторе. Весь подъезд об этом знает, соседи уже даже заранее распределили эти деньги между собой.
Разгадав код покойника, Джулия находит эти деньги, и пытается спасти их от жильцов дома. Однако покинуть дом оказывается не так-то просто.

## Награды
- 3 премии «Гойя»: лучшая актриса (Кармен Маура), лучший актёр второго плана (Эмилио Гутьеррес Каба), спецэффекты
- Премия кинофестиваля в Сан-Себастьяне: лучшая актриса (Кармен Маура)

## Съемки фильма
По мнению авторов книги «Кино Алекса де ла Иглесиа» идея сценария (соседи, терроризирующие нового жильца в подъезде) позаимствована у фильма «Жилец» (1976) Романа Полански.
Они также обращают внимание на то, что в «Коммуналке» снимаются актёры кино, театра и телевидения «старой школы». Согласно цитате из интервью режиссёра в той же книге, Иглесиа ценил то, что у этих актёров «богатая внутренняя жизнь и они знают как отразить её в своей игре. Именно поэтому в фильме так много крупных планов».
Говоря о морали фильма, Иглесиа пояснял, что в нём нет положительных героев.

В голливудских фильмах главный герой всегда должен быть положительным, чтобы люди могли себя с ним идентифицировать. В «Коммуналке» мне нравится то, что главная героиня тоже алчная. Собственно, и фильм о том, что никто из нас не является до конца хорошим. К сожалению, у меня очень пессимистичный взгляд на поведение людей.
Оригинальный текст (англ.)In Hollywood cinema the main character always has to be good so you can identify with them. What I really like about "La Comunidad" is that the heroine is greedy too. That's what the whole movie is about - none of us are completely good. Unfortunately I have a very negative point of view about human behaviour.